# (37418) 2001 XD199
2001 XD199 (asteroide 37418) é um asteroide da cintura principal. Possui uma excentricidade de 0.14405350 e uma inclinação de 2.94280º.
Este asteroide foi descoberto no dia 14 de dezembro de 2001 por LINEAR em Socorro.